# Discografia Innei
Discografia Innei, o cântăreață dance-pop și eurodance din România, constă din opt albume de studio, douăzeci și unu single-uri și douăzeci și trei videoclipuri ca și artist principal, și optsprezece discuri promoționale, toate acestea fiind lansate prin intermediul caselor de înregistrări Roton, Ultra Records, AATW și UMG.
A început să colaboreze cu echipa de producători Play & Win în 2008, an în care a fost lansat și primul său disc single, „Hot”, piesă ce a ajuns pe primul loc în clasamentele radio din România, Bulgaria,Repulica Moldova, Polonia, Rusia, Ungaria, Turcia și Grecia De pe albumul ei de debut, Hot (2009), Inna a lansat alte trei discuri single,„Love”, „Déjà Vu” și „Amazing”, toate acestea câștigând poziții fruntașe în clasamentele de specialitate din Europa. Pe 15 aprilie 2009, cântăreața a semnat un contract de management cu una dintre cele mai importante case de înregistrări din America, Ultra Records. Prin semnarea acestui acord, compania se angaja să promoveze materialele discografice ale cântăreței în S.U.A., Regatul Unit și Canada. Ulterior, interpreta a câștigat patru trofee la gala premiilor Romanian Music Awards 2009.
În aprilie 2009, șlagărul Innei, „Hot”, a fost nominalizat la categoria „Cea mai bună melodie internațională” în cadrul ceremoniei Premiilor Eska. În toamna anului 2009, Inna obținea un trofeu la premiile MTV Europe Music Awards, la categoria „Cel mai bun interpret român”. Pentru Crăciunul anului 2009, Inna a înregistrat cântecul „I Need You For Christmas”, filmând și un videoclip. Lansat doar ca single promoțional, s-a clasat pe locul al 97-lea în Romanian Top 100. Următorul single, Amazing, a devenit prima piesă aflată pe primul loc al clasamentului Romanian Top 100, clasându-se și pe locul doi în Franța, dar și în Belgia, Germania, Olanda, Regatul Unit și Irlanda. Pentru a promova albumul Hot în România, artista a lansat câtecul 10 minutes, o nouă colaborare cu cei de la Play & Win, care a ajuns pe locul al optsprezecelea în Romanian Top 100.
Al doilea album al Innei, „I Am The Club Rocker”, a fost lansat în 2011. Primul single, „Sun Is Up”, s-a poziționat pe locul al doilea în România și Franța și pe trei în Elveția. A atins și poziția a opta în UK Singles Chart și locul 22 în Spania. Este cântecul cel mai bine clasat al Innei în Germania, clasându-se pe locul al douăzeci și șaselea și rămănând tot atâtea săptămâni în acest clasament. Urmatorul disc single, „Club Rocker”, s-a clasat doar pe 32 în Franța și 42 în România. „Un Momento”, la care a colaborat cu Juan Magan, a atins poziția a douăsprezecea în Romanian Top 100 și 46 în Spania. „Endless”, al patrulea extras de pe album, a fost lansat pe 25 noiembrie 2011 și a ajuns pe locul 5 în Romanian Top 100 . „WOW”, al cincilea și ultimul single de pe „I Am the Club Rocker”, a fost lansat pe 5 aprilie 2012 și a ajuns pe locul al zecelea în Romanian Top 100.
Al treilea album de studio, „Party Never Ends”, a fost lansat pe 25 martie 2013. Anterior lansării, Inna a intepretat câteva cântece de pe acest album: „Caliente” și „Tu Si Eu”, în mai respectiv iunie 2012. „Caliente” a debutat în clasament pe 27 mai 2012 și a atins poziția 84, în timp ce „Tu și Eu” a debutat pe 17 iunie 2012 și a atins poziția a cincea. A mai colaborat cu Play & Win la „INNdiA”. În ianuarie 2013 Inna lansează „More Than Friends”, în colaborare cu artistul puerto-rican de muzică reggae și hip-hop Daddy Yankee ca piesa principală a albumului „Party Never Ends”. Cântecul a atins doar poziția 20 în Romanian Top 100. În martie 2013, Inna a fost invitată să cânte alături de Carla's Dreams melodia „P.O.H.U.I.”, al zecelea cântec care s-a clasat în primele zece melodii în Romanian Top 100, debutând pe 90 pe data de 24 martie 2013, atingân poziția a treia. „Spre Mare” este cel mai de succes cântec promoțional al ei, debutând pe 26 martie 2013 pe locul al optzecelea în Romanian Top 100, atingând poziția 66. În 2014 lansează melodia "Cola Song" care se bucură de mult succes, fiind una dintre piesele cele mai ascultate la nivel mondial acelei veri.
Pe data de 15 ianuarie 2016 prin intermediul casei de discuri Roton apare in Romania al patrulea album al Innei intitulat "INNA". Varianta romaneasca a albumului contine 19 piese, el este disponibil in format digital dar si pe CD.
Inna a vândut peste un milion de înregistări la nivel mondial și 350.000 de melodii au fost descărcate doar în Regatul Unit. Ea este cea mai bogata cantăreața din Europa de Est cu bani neți de peste 10 milioane de euro. Videoclipurile sale încărcate pe Youtube au cumulat mai mult de un miliard de vizualizări.

## Albume de studio
| Titlu                                                                            | Detalii | Poziții în topuri | Poziții în topuri | Poziții în topuri | Poziții în topuri | Poziții în topuri | Poziții în topuri | Poziții în topuri | Poziții în topuri | Poziții în topuri | Poziții în topuri | Certificări                             | Vânzări                                    |
| Titlu                                                                            | Detalii | BEL (Vl)          | BEL (Wal)         | CZR               | FRA               | JPN               | MEX               | NLD               | SWI               | SPA               | UK                | Certificări                             | Vânzări                                    |
| -------------------------------------------------------------------------------- | --- | ----------------- | ----------------- | ----------------- | ----------------- | ----------------- | ----------------- | ----------------- | ----------------- | ----------------- | ----------------- | --------------------------------------- | ------------------------------------------ |
| Hot                                                                              | - Lansare: 4 august 2009 - Casă de discuri: AATW, Roton, Ultra Records, Warner Music - Format: CD, digital download | 37                | 14                | 7                 | 9                 | —                 | 54                | 68                | 57                | 77                | 32                | - SNEP: Platină - NVPI: Aur - UFPR: Aur | - UK: +20,000 - US: +10,000 - WW: +500,000 |
| I Am The Club Rocker                                                             | - Lansare: 19 septembrie 2011 - Casă de discuri: Roton, Ultra, Warner Music - Format: CD, digital download          | —                 | 15                | 12                | 23                | 45                | 8                 | —                 | —                 | —                 | —                 | - ZPAV: Aur - UFPR: Aur                 | - WW: +150,000                             |
| Party Never Ends                                                                 | - Lansare: 1 martie 2013 - Casă de discuri: Roton, Ultra, Universal, Warner Music - Format: CD, digital download    | —                 | —                 | —                 | —                 | 88                | 10                | —                 | —                 | —                 | —                 |                                         |                                            |
| INNA                                                                             | - Lansare: 24 iulie 2015 - Casă de discuri: Roton,Warner Music - Format: CD, digital download                       | —                 | —                 | —                 | —                 | 157               | 45                | —                 | —                 | —                 | —                 |                                         |                                            |
| Nirvana                                                                          | - Lansare: 11 decembrie 2017 - Casă de discuri: Lidl, Roton, Warner Music - Format: CD, digital download            | —                 | —                 | —                 | —                 | -                 | -                 | —                 | —                 | —                 | —                 |                                         |                                            |
| Yo                                                                               | - Lansare: 31 mai 2019 - Casă de discuri: Global Records, Roc Nation - Format: CD, digital download                 | —                 | —                 | —                 | —                 | -                 | -                 | —                 | —                 | —                 | —                 |                                         |                                            |
| Heartbreaker                                                                     | - Lansare: 27 noiembrie 2020 - Casă de discuri: Global - Format: streaming                                          | —                 | —                 | —                 | —                 | —                 | —                 | —                 | —                 | —                 | —                 |                                         |                                            |
| "—" denotă lansări care nu s-au clasat sau nu au fost lansate în acel teritoriu. | |                   |                   |                   |                   |                   |                   |                   |                   |                   |                   |                                         |                                            |

## Discuri single

### Ca artist principal
| Cântec | Anul | Poziții în topuri | Poziții în topuri | Poziții în topuri | Poziții în topuri | Poziții în topuri | Poziții în topuri | Poziții în topuri | Poziții în topuri | Poziții în topuri | Poziții în topuri | Poziții în topuri | Poziții în topuri | Poziții în topuri | Poziții în topuri | Certificări                                                                                                 | Album                |
| Cântec | Anul | AUT               | BEL (Vl)          | BEL (Wal)         | BUL               | CZR               | FRA               | GER               | ITA               | NLD               | ROM               | RUS               | SPA               | SWI               | UK                | Certificări                                                                                                 | Album                |
| --- | ---- | ----------------- | ----------------- | ----------------- | ----------------- | ----------------- | ----------------- | ----------------- | ----------------- | ----------------- | ----------------- | ----------------- | ----------------- | ----------------- | ----------------- | --- | -------------------- |
| "Hot" | 2008 | —                 | 6                 | 6                 | 27                | 3                 | 6                 | 80                | 35                | 4                 | 1                 | 2                 | 1                 | 17                | 6                 | - BPI: Argint - FIMI: Aur - IFPI DEN: Aur - IFPI NOR: 3x Platină - IFPI SPA: Platină - IFPI SWE: 2x Platină | Hot                  |
| "Love" | 2009 | —                 | —                 | —                 | 8                 | 8                 | —                 | —                 | —                 | 31                | 1                 | 144               | 31                | —                 | —                 | | Hot                  |
| "Déjà Vu" (featuring Bob Taylor) | 2009 | 25                | 15                | 10                | —                 | 16                | 6                 | —                 | —                 | 9                 | 2                 | 4                 | 15                | 27                | 60                | | Hot                  |
| "Amazing" | 2009 | 53                | 19                | 11                | 3                 | 49                | 2                 | 36                | 98                | 23                | 1                 | 3                 | —                 | 10                | 14                | | Hot                  |
| "10 minutes" | 2010 | —                 | 15                | 17                | 13                | 10                | 8                 | —                 | —                 | 76                | 7                 | 85                | —                 | —                 | —                 | | Hot                  |
| "Sun Is Up" | 2010 | 33                | 17                | 5                 | 1                 | 31                | 2                 | 26                | 26                | 7                 | 1                 | 3                 | 22                | 3                 | 15                | - FIMI: Aur - IFPI SWI: Aur                                                                                 | I Am the Club Rocker |
| "Club Rocker" (featuring Flo Rida) | 2011 | 14                | 36                | 29                | —                 | 39                | 32                | 55                | 61                | 79                | 42                | —                 | 46                | 64                | —                 | | I Am the Club Rocker |
| "Un Momento" (featuring Juan Magan) | 2011 | —                 | 12                | 31                | 36                | —                 | 42                | —                 | —                 | 98                | 12                | 64                | 46                | —                 | —                 | | I Am the Club Rocker |
| "Endless" | 2011 | —                 | —                 | —                 | —                 | 51                | —                 | —                 | —                 | —                 | 5                 | 180               | —                 | —                 | —                 | | I Am the Club Rocker |
| "WOW" | 2012 | —                 | —                 | —                 | —                 | —                 | —                 | —                 | —                 | —                 | 10                | 171               | —                 | —                 | —                 | | I Am the Club Rocker |
| "Caliente" | 2012 | —                 | —                 | —                 | —                 | —                 | —                 | —                 | 81                | —                 | 84                | —                 | —                 | —                 | —                 | | Party Never Ends     |
| "Crazy Sexy Wild/Tu și eu" | 2012 | —                 | —                 | —                 | —                 | —                 | —                 | —                 | —                 | —                 | 5                 | —                 | —                 | —                 | —                 | | Party Never Ends     |
| "INNDIA" (featuring Play & Win) | 2012 | —                 | —                 | —                 | 13                | —                 | —                 | —                 | —                 | —                 | 6                 | —                 | —                 | —                 | —                 | | Party Never Ends     |
| "More Than Friends" (featuring Daddy Yankee) | 2013 | —                 | —                 | —                 | 11                | —                 | 92                | —                 | 56                | —                 | 7                 | —                 | 7                 | —                 | —                 | | Party Never Ends     |
| "Dame Tú Amor" (featuring Reik) | 2013 | —                 | —                 | —                 | —                 | —                 | —                 | —                 | —                 | —                 | —                 | —                 | —                 | —                 | —                 | | Party Never Ends     |
| "Be My Lover" | 2013 | —                 | —                 | —                 | —                 | —                 | —                 | —                 | —                 | —                 | —                 | —                 | —                 | —                 | —                 | | Party Never Ends     |
| "In Your Eyes" (featuring Yandel) | 2013 | —                 | —                 | —                 | —                 | —                 | —                 | —                 | —                 | —                 | 30                | 155               | 31                | —                 | —                 | | Party Never Ends     |
| "Cola Song" (featuring J Balvin) | 2014 | —                 | —                 | —                 | 14                | 70                | —                 | 77                | —                 | —                 | 34                | 154               | 8                 | 36                | —                 | - IFPI SPA: Platină                                                                                         | INNA                 |
| "Good Time" (featuring Pitbull) | 2014 | —                 | —                 | —                 | —                 | —                 | —                 | —                 | —                 | —                 | 67                | 201               | —                 | —                 | —                 | | INNA                 |
| "Diggy Down" (featuring Marian Hill) | 2014 | —                 | —                 | —                 | 3                 | —                 | —                 | —                 | —                 | —                 | 1                 | 224               | —                 | —                 | —                 | | INNA                 |
| "We Wanna" (cu Alexandra Stan featuring Daddy Yankee) | 2015 | —                 | —                 | —                 | —                 | 72                | —                 | —                 | —                 | —                 | 59                | —                 | —                 | —                 | —                 | | N/A                  |
| "Bop Bop" (featuring Eric Turner) | 2015 | —                 | —                 | —                 | —                 | —                 | —                 | —                 | —                 | —                 | 2                 | —                 | —                 | —                 | —                 | | INNA                 |
| "—" denotă un single care nu s-a clasat sau nu a fost lansat în acel teritoriu Căsuțele roz reprezintă pozițiile din România în topul publicat de Kiss FM numit "Airplay 100", care l-a înlocuit pe Romanian Top 100 după ce el a încetat publicarea în februarie 2012. |      |                   |                   |                   |                   |                   |                   |                   |                   |                   |                   |                   |                   |                   |                   | |                      |

### Ca artist secundar
| Cântec                                                        | An   | Poziții în topuri | Poziții în topuri | Album             |
| Cântec                                                        | An   | ROM               | SWI               | Album             |
| ------------------------------------------------------------- | ---- | ----------------- | ----------------- | ----------------- |
| "Boom Boom" (Brian Cross featuring INNA)                      | 2013 | —                 | —                 | Pop Star          |
| "P.O.H.U.I" (Carla's Dreams featuring INNA)                   | 2013 | 3                 | —                 | Hobson's Choice   |
| "Everybody" (DJ BoBo & INNA)                                  | 2013 | —                 | 60                | Reloaded          |
| "Piñata 2014" (Andreas Schuller featuring INNA)               | 2013 | —                 | —                 | Non-album-single  |
| "All The Things" (Pitbull featuring INNA)                     | 2013 | —                 | —                 | Meltdown          |
| "Strigă!" (Puya featuring INNA)                               | 2014 | 2                 | —                 | Non-album-singles |
| "Fie ce-o fi" (Dara featuring INNA, Antonia & Carla's Dreams) | 2014 | 55                | —                 | Non-album-singles |
| "Summer In December" (Morandi featuring INNA)                 | 2014 | 80                | —                 | INNA              |
| "Mai stai" (3 Sud Est featuring INNA)                         | 2015 | 25                | —                 | Non-album-single  |

### Discuri single promoționale
| Cântec                     | An   | Poziții în topuri | Poziții în topuri | Album                             |
| Cântec                     | An   | ROM               | FRA               | Album                             |
| -------------------------- | ---- | ----------------- | ----------------- | --------------------------------- |
| "I Need You For Christmas" | 2009 | 97                | —                 | I Need You for Christmas (EP)     |
| "O, ce veste minunată!"    | 2009 | —                 | —                 | I Need You for Christmas (EP)     |
| "July"                     | 2010 | —                 | —                 | I Am The Club Rocker              |
| "No Limit"                 | 2010 | —                 | —                 | I Am The Club Rocker              |
| "Señorita"                 | 2010 | —                 | —                 | I Am The Club Rocker              |
| "Moon Girl"                | 2010 | —                 | —                 | I Am The Club Rocker              |
| "Ok"                       | 2012 | —                 | 185               | Party Never Ends                  |
| "Tonight"                  | 2012 | —                 | —                 | Party Never Ends                  |
| "Alright"                  | 2012 | —                 | —                 | Party Never Ends                  |
| "Oare"                     | 2012 | —                 | —                 | Non-album-single                  |
| "Spre mare"                | 2013 | 19                | —                 | Party Never Ends (Deluxe Edition) |
| "Take Me Higher"           | 2014 | —                 | —                 | INNA                              |
| "Low"                      | 2014 | —                 | —                 | INNA                              |
| "Devil's Paradise"         | 2014 | —                 | —                 | INNA                              |
| "Tell Me"                  | 2014 | —                 | —                 | INNA                              |
| "Body And The Sun"         | 2014 | —                 | —                 | INNA                              |
| "Summer Days"              | 2014 | —                 | —                 | non-album singles                 |
| "Fata din rândul trei"     | 2014 | 33                | —                 | non-album singles                 |

## Videoclipuri
| An   | Melodie                                                       | Regizor                                                    | Album                                               |
| ---- | ------------------------------------------------------------- | ---------------------------------------------------------- | --------------------------------------------------- |
| 2008 | "Hot" (True Love Edit)                                        | Florin G. Botea                                            | Hot                                                 |
| 2008 | "Hot" (Dancing in the Dark Edit)                              | Florin G. Botea                                            | Hot                                                 |
| 2009 | "Love"                                                        | Bogdan "Bobo" Bărbulescu                                   | Hot                                                 |
| 2009 | "Déjà Vu" (featuring Bob Taylor)                              | Tom Boxer                                                  | Hot                                                 |
| 2009 | "Amazing"                                                     | Tom Boxer                                                  | Hot                                                 |
| 2009 | "I Need You for Christmas"                                    | Tom Boxer                                                  | Hot                                                 |
| 2010 | "10 Minutes"                                                  | Paul Boyd                                                  | Hot                                                 |
| 2010 | "Sun Is Up"                                                   | Alex Herron                                                | I Am The Club Rocker                                |
| 2011 | "Club Rocker"                                                 | Alex Herron                                                | I Am The Club Rocker                                |
| 2011 | "Un Momento" (featuring Juan Magan)                           | Alex Herron                                                | I Am The Club Rocker                                |
| 2011 | "Endless"                                                     | Alex Herron                                                | I Am The Club Rocker                                |
| 2012 | "WOW"                                                         | Alex Herron                                                | I Am The Club Rocker                                |
| 2012 | "Caliente"                                                    | Hamid Bechir / John Perez                                  | Party Never Ends                                    |
| 2012 | "Crazy Sexy Wild"                                             | Edward Aninaru                                             | Party Never Ends                                    |
| 2012 | "Tu și eu"                                                    | Edward Aninaru                                             | Party Never Ends                                    |
| 2012 | "INNdiA" (featuring Play & Win)                               | Edward Aninaru                                             | Party Never Ends                                    |
| 2013 | "More than Friends"                                           | Edward Aninaru                                             | Party Never Ends                                    |
| 2013 | "More than Friends" (featuring Daddy Yankee)                  | Edward Aninaru                                             | Party Never Ends                                    |
| 2013 | "P.O.H.U.I." (Carla's Dreams featuring INNA)                  | Sergiu Barajin                                             | Hobson's Choice / Party Never Ends (Deluxe Edition) |
| 2013 | "Dame Tú Amor" (featuring Reik)                               | INNA                                                       | Party Never Ends                                    |
| 2013 | "Spre mare"                                                   | INNA / Khaled Mokhtar                                      | Party Never Ends (Deluxe Edition)                   |
| 2013 | "Be My Lover"                                                 | INNA / Khaled Mokhtar                                      | Party Never Ends                                    |
| 2013 | "In Your Eyes" (featuring Yandel)                             | Barna Némethi                                              | Party Never Ends                                    |
| 2014 | "Cola Song" (feat. J Balvin)                                  | John Perez                                                 | INNA                                                |
| 2014 | "Strigă!" (Puya featuring INNA)                               | Marian Crisan / Tudor Mircea / Bogdan Daragiu / John Perez |                                                     |
| 2014 | "Good Time" (featuring Pitbull)                               | John Perez / Barna Némethi                                 | INNA                                                |
| 2014 | "Fie ce-o fi" (Dara featuring INNA, Antonia & Carla's Dreams) | Bogdan Daragiu                                             |                                                     |
| 2014 | "Fata din rândul trei"                                        | INNA                                                       |                                                     |
| 2014 | "Diggy Down" (featuring Marian Hill)                          | John Perez                                                 | INNA                                                |
| 2014 | "Summer In December" (Morandi featuring INNA)                 | Michael Mircea                                             | INNA                                                |
| 2015 | "Mai stai" (3 Sud Est featuring INNA)                         | Bogdan Daragiu                                             |                                                     |
| 2015 | "Diggy Down" (Remix) (featuring Marian Hill & Yandel)         | John Perez                                                 |                                                     |
| 2015 | "We Wanna" (Alexandra Stan & INNA featuring Daddy Yankee)     | Khaled Mokhtar / David Gal / Dimitri Caceaune              | INNA                                                |
| 2015 | „Bop Bop”                                                     | ?                                                          | INNA                                                |
| 2015 | „Bamboreea”                                                   | ?                                                          | INNA                                                |
| 2015 | „Yalla”                                                       | ?                                                          | INNA                                                |
| 2016 | „Rendez Vous”                                                 | Michael Abt John Perez                                     | INNA                                                |
| 2016 | „Bad Boys”                                                    | ?                                                          | INNA                                                |
| 2016 | „Heaven”                                                      | ?                                                          |                                                     |
| 2016 | „Say It With Your Body”                                       | ?                                                          |                                                     |
| 2017 | „Gimme Gimme”                                                 | ?                                                          | Nirvana                                             |
| 2017 | „Show Me the Way”                                             | ?                                                          |                                                     |
| 2017 | „Tu și eu”                                                    | Roman Burlaca                                              | Nirvana                                             |
| 2017 | „Ruleta”                                                      | Barna Nemethi                                              | Nirvana                                             |
| 2017 | „Fade Away”                                                   | ?                                                          |                                                     |
| 2017 | „Nirvana”                                                     | Bogdan Păun                                                | Nirvana                                             |
| 2018 | „Me Gusta”                                                    | ?                                                          |                                                     |
| 2018 | „Pentru că”                                                   | Bogdan Păun                                                |                                                     |
| 2018 | „No Help”                                                     | Bogdan Păun                                                |                                                     |
| 2018 | „RA”                                                          | Bogdan Păun                                                | YO                                                  |
| 2018 | „Iguana”                                                      | Bogdan Păun                                                | YO                                                  |
| 2019 | „Sin Ti”                                                      | Bogdan Păun                                                | YO                                                  |
| 2019 | „Tu Manera”                                                   | Bogdan Păun                                                | YO                                                  |
| 2019 | „Tu Manera” (Vertical Video)                                  | ?                                                          | YO                                                  |
| 2019 | „Te Vas”                                                      | Bogdan Păun                                                | YO                                                  |
| 2019 | „Fuego”                                                       | Bogdan Păun                                                | YO                                                  |
| 2019 | „Gitana”                                                      | Bogdan Păun                                                | YO                                                  |
| 2019 | „Si, Mama”                                                    | Bogdan Păun                                                | YO                                                  |
| 2019 | „Contigo”                                                     | Bogdan Păun                                                | YO                                                  |
| 2019 | „Locura”                                                      | Bogdan Păun                                                | YO                                                  |
| 2019 | „La Vida”                                                     | Bogdan Păun                                                | YO                                                  |
| 2019 | „Te Vas” (Vertical Video)                                     | ?                                                          | YO                                                  |
| 2019 | „Bebe”                                                        | Bogdan Păun                                                |                                                     |
| 2020 | „Not My Baby”                                                 | Bogdan Păun                                                |                                                     |
| 2020 | „Sober (Home Edition)”                                        | Bogdan Păun                                                |                                                     |
| 2020 | „Sober (Extended Version)”                                    | Alex Chițu BMABID                                          |                                                     |